# Sant Vincenç de Barrés
Saint-Vincent-de-Barrès és un municipi francès situat al departament de l'Ardecha i a la regió d'Alvèrnia-Roine-Alps. L'any 2007 tenia 770 habitants.

## Demografia

### Població
El 2007 la població de fet de Saint-Vincent-de-Barrès era de 770 persones. Hi havia 284 famílies de les quals 52 eren unipersonals (36 homes vivint sols i 16 dones vivint soles), 88 parelles sense fills, 120 parelles amb fills i 24 famílies monoparentals amb fills.
La població ha evolucionat segons el següent gràfic:
Habitants censats

### Habitatges
El 2007 hi havia 326 habitatges, 288 eren l'habitatge principal de la família, 27 eren segones residències i 11 estaven desocupats. 312 eren cases i 14 eren apartaments. Dels 288 habitatges principals, 249 estaven ocupats pels seus propietaris, 26 estaven llogats i ocupats pels llogaters i 13 estaven cedits a títol gratuït; 1 tenia una cambra, 7 en tenien dues, 29 en tenien tres, 81 en tenien quatre i 170 en tenien cinc o més. 204 habitatges disposaven pel capbaix d'una plaça de pàrquing. A 102 habitatges hi havia un automòbil i a 173 n'hi havia dos o més.

### Piràmide de població
La piràmide de població per edats i sexe el 2009 era:
| Homes | Edats   | Dones |
| ----- | ------- | ----- |
| 0     | 95 o +  | 0     |
| 0     | 90 a 94 | 0     |
| 4     | 85 a 89 | 0     |
| 0     | 80 a 84 | 0     |
| 8     | 75 a 79 | 20    |
| 12    | 70 a 74 | 12    |
| 12    | 65 a 69 | 12    |
| 4     | 60 a 64 | 8     |
| 12    | 55 a 59 | 0     |
| 20    | 50 a 54 | 16    |
| 36    | 45 a 49 | 36    |
| 36    | 40 a 44 | 28    |
| 16    | 35 a 39 | 32    |
| 32    | 30 a 34 | 32    |
| 8     | 25 a 29 | 16    |
| 8     | 20 a 24 | 0     |
| 28    | 15 a 19 | 32    |
| 32    | 10 a 14 | 44    |
| 16    | 5 a 9   | 44    |
| 4     | 0 a 4   | 20    |

## Economia
El 2007 la població en edat de treballar era de 540 persones, 400 eren actives i 140 eren inactives. De les 400 persones actives 367 estaven ocupades (205 homes i 162 dones) i 33 estaven aturades (12 homes i 21 dones). De les 140 persones inactives 50 estaven jubilades, 46 estaven estudiant i 44 estaven classificades com a «altres inactius».

### Ingressos
El 2009 a Saint-Vincent-de-Barrès hi havia 284 unitats fiscals que integraven 775 persones, la mediana anual d'ingressos fiscals per persona era de 18.860 €.

### Activitats econòmiques
Dels 14 establiments que hi havia el 2007, 1 era d'una empresa de fabricació de material elèctric, 5 d'empreses de construcció, 2 d'empreses de comerç i reparació d'automòbils, 1 d'una empresa d'hostatgeria i restauració, 2 d'empreses d'informació i comunicació, 1 d'una entitat de l'administració pública i 2 d'empreses classificades com a «altres activitats de serveis».
Dels 5 establiments de servei als particulars que hi havia el 2009, 2 eren paletes, 1 fusteria, 1 lampisteria i 1 perruqueria.
L'any 2000 a Saint-Vincent-de-Barrès hi havia 16 explotacions agrícoles que ocupaven un total de 368 hectàrees.

## Equipaments sanitaris i escolars
El 2009 hi havia una escola maternal integrada dins d'un grup escolar amb les comunes properes formant una escola dispersa.

## Poblacions més properes
El següent diagrama mostra les poblacions més properes.